# Corona de infante

Corona de Ricohombre Infanzon

La corona de infante es la insignia de este título y está compuesta por un cerco de metal precioso y pedrería decorado con ocho florones con forma de hojas de acanto, cinco cuando no está realizada en tres dimensiones, que se sostienen sobre puntas elaboradas con el mismo metal que la base. Esta representación heráldica también es utilizada en España para representar en algunos casos la antigua corona real, abierta, que fue usada hasta el siglo XVI.
| España                                           | España                                                   | Francia                                                                | Francia                                                             | Reino Unido                                                             |
| ------------------------------------------------ | -------------------------------------------------------- | ---------------------------------------------------------------------- | ------------------------------------------------------------------- | ----------------------------------------------------------------------- |
|                                                  |                                                          |                                                                        |                                                                     |                                                                         |
| Representación heráldica de la corona de infante | Representación heráldica de la corona de infante abierta | Representación heráldica de la corona de príncipe de sangre            | Representación heráldica de la corona de príncipe de sangre abierta | Representación heráldica de la corona del príncipe no heredero al trono |
| Portugal                                         | Sacro Imperio Romano-Germánico                           | Dinamarca                                                              |                                                                     |                                                                         |
|                                                  |                                                          |                                                                        |                                                                     |                                                                         |
| Representación heráldica de la corona de infante | Representación heráldica de la corona de príncipe        | Representación heráldica de la corona de príncipe no heredero al trono |                                                                     |                                                                         |